# Radosław Domke
Radosław Domke  (ur. 20 czerwca 1981) - doktor habilitowany nauk humanistycznych, profesor uczelni, polski historyk, filmoznawca i geopolityk. Uczeń prof. dra hab. Czesława Osękowskiego.

## Życiorys
Ukończył studia historyczne na Uniwersytecie Zielonogórskim w 2005 roku. Doktorat z historii obronił mając ukończone 26 lat, a habilitację uzyskał w wieku 35, stając się najmłodszym samodzielnym pracownikiem naukowym w historii Instytutu Historii UZ.  
Publikował na łamach: „Dziejów Najnowszych”, „Pamięci i Sprawiedliwości”, „Res Historica”, „UR Journal of Humanities and Social Sciences”, „Skrzydlatej Polski, „Terra Sebus”, „UR Journal of Social Science”, „Rocznika Zachodniopomorskiego”, „Studiów Zachodnich”, „Rocznika Ziem Zachodnich”, „In Gremium”, „Przeglądu Historycznego”, „Polska 1944/45-1989. Studia i Materiały”, „Rocznika Lubuskiego” i wielu innych. Recenzent Narodowego Programu Rozwoju Humanistyki oraz takich czasopism naukowych jak: „Klio”, „Sobótka”, „Roczniki Polsko-Niemieckie”. Recenzent rozpraw doktorskich (UAM, UWr), monografii habilitacyjnej (UŁ) oraz licznych prac zbiorowych. Promotor w jednym zakończonym wyróżnieniem przewodzie doktorskim (UZ) oraz członek komisji w jednym przewodzie habilitacyjnym (UZ). Wykładał za granicą dla studentów niemieckich (2012), hiszpańskich (2015) oraz rumuńskich (2023, 2024). Uczestniczył w kilkumiesięcznych stażach naukowych (m.in. Uniwersytet Śląski w Opawie). Swoje badania prezentował na kilkudziesięciu konferencjach naukowych (m.in. Cambridge, Praga, Budapeszt, Drezno, Kraków, Warszawa, Łódź Gdańsk, Lublin, Wrocław, Szczecin, Zielona Góra, Katowice, Kielce, Rzeszów). Specjalizuje się w historii Polski po II wojnie światowej, historii filmu oraz historii społecznej. Wielokrotnie wypowiadał się jako ekspert w telewizji (Discovery Channel, TVP) oraz w radiu (Radio Zachód, Radio Index).
Członek PTH oraz PTBNFiM. W latach 2009-2012 prezes PTG . Redaktor naczelny rocznika naukowego „Studia Zachodnie”.
Autor 175 publikacji w języku polskim, angielskim oraz niemieckim. Pierwszy tłumacz na język polski dzieła Halforda Johna Mackindera Democratic Ideals and Reality, które opatrzył kilkuset przypisami.
Prywatnie miłośnik sportów ekstremalnych oraz dalekich podróży.

## Monografie
- Przemiany społeczne w Polsce w latach 70. XX wieku, Zielona Góra 2016, ss. 430.
- Dolny Śląsk i ziemia lubuska w filmach polskich po 1945 roku, Kraków 2020, ss. 280. (razem z Jackiem Szymalą)
- H.J. Mackinder, Demokratyczne ideały a rzeczywistość, Zielona Góra 2017, ss. 212. (przekład z j. ang. i oprac.)
- Pięćdziesiąt lat zielonogórskiego AZS, Zielona Góra 2017, ss. 163. (razem z Tomaszem Grzybowskim)
- Pędzące stulecie. Wykłady z historii XX wieku, Zielona Góra 2016, ss. 149.